# Charlemagne Oscar Guet

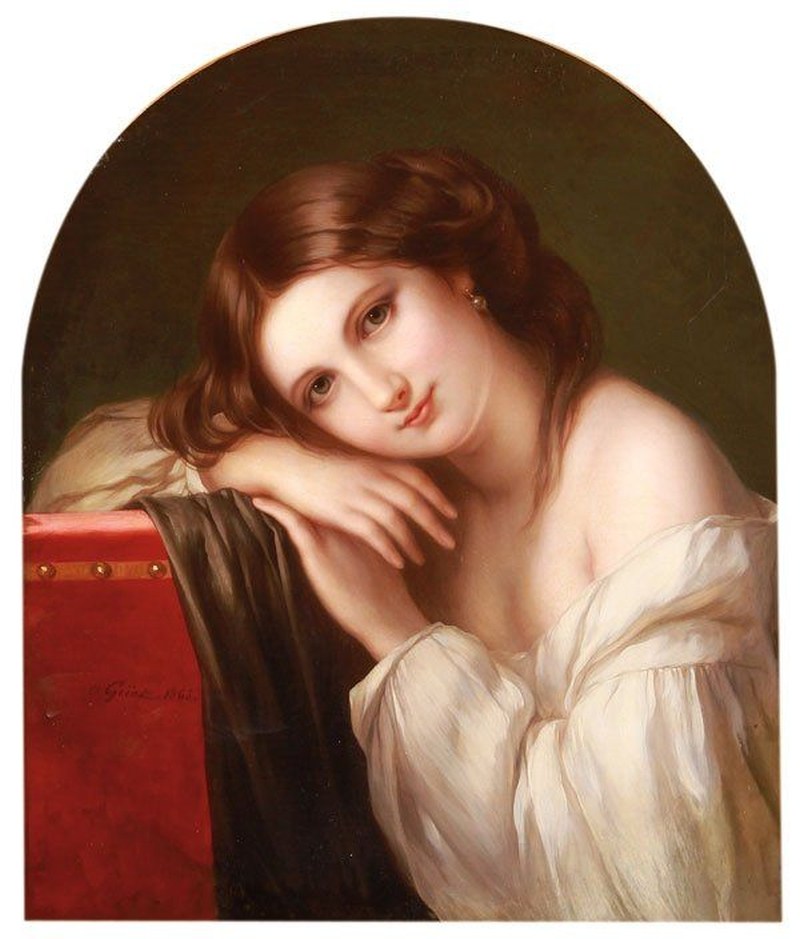
Gedanken

Charlemagne Oscar Guet (* 24. Januar 1801 in Meaux; † 29. November 1871 in Paris) war ein französischer Genre- und Porträtmaler.

## Leben
Guët studierte von 1818 bis 1821 an der École des beaux-arts de Paris. Er war Schüler von Antoine-Jean Gros sowie von Louis Hersent und Horace Vernet.
Von 1824 bis 1845 unternahm er Studienreisen durch Frankreich, Holland, die Schweiz, Italien, die Türkei und Griechenland. Guët stellte seine Werke ab 1819 im Salon de Paris aus und nahm an den Ausstellungen 1837, 1839 und 1843 in Leipzig sowie 1850, 1852 und 1854 im Kunstverein Lübeck teil. Er wurde 1821 und 1822 mit Medaillen 2. Klasse sowie 1838 mit einer Medaille 1. Klasse ausgezeichnet und im Juli 1846 zum Ritter der Ehrenlegion ernannt. Guet wohnte zuletzt am Place Vendôme Nr. 26, war verheiratet und hatte Kinder und Enkel.